# WASP-16b
WASP-16b es un planeta extrasolar que viaja alrededor de su estrella, WASP-16, cada 3,12 días. Probablemente un Júpiter caliente. Su masa es de cerca de 0,855 de Júpiter, el radio es 1,008 de Júpiter. Fue descubierto en 2009 por un equipo dirigido por el T.A. Lister como parte del proyecto de Búsqueda de planetas de ángulo amplio.